# Isabel Loução Santos
Isabel Loução Santos é uma jornalista portuguesa e autora especializada em economia e alterações climáticas. É Editora-Adjunta de Economia na TVI e CNN Portugal.

### Educação
Estudou Ciências da Comunicação na Universidade Nova de Lisboa. Mais tarde, tirou uma pós-graduação em jornalismo económico na Universidade Lusófona e especializou-se em economia no ISCTE.

### Carreira
Trabalhou na RTP, onde iniciou a sua carreira em jornalismo em 1998. Em 2009 começou trabalhar na TVI. Atualmente, faz parte da redação da TVI e CNN Portugal, onde apresenta o programa CNN Negócios em conjunto com o jornalista Vasco Rosendo, um espaço dedicado a notícias sobre mercados, dinheiro e energia. É ainda professora de jornalismo no ISCTE em Lisboa.
Em 2013 publicou o livro "Como Sobreviver a uma Crise (e Contar a História)" com o objetivo de tornar temas económicos complexos mais acessíveis.

### Prémios e Reconhecimentos
Enquanto jornalista na TVI fez grandes reportagens, incluindo a reportagem "Terra Desafio Global" sobre as diferentes dimensões das alterações climáticas, pela qual venceu o prémio de Melhor Reportagem de Ambiente no Festival de Televisão de Monte Carlo em 2010.